# Теста ди Лепре (Терни)
Теста ди Лепре је насеље у Италији у округу Терни, региону Умбрија.
Према процени из 2011. у насељу је живело 46 становника. Насеље се налази на надморској висини од 299 м.